# Судник, Андрей Иванович
Андре́й Ива́нович Су́дник (род. 20 августа 1967) — советский и белорусский легкоатлет, специалист по бегу на средние дистанции. Выступал за сборные СССР и Белоруссии по лёгкой атлетике во второй половине 1980-х — первой половине 1990-х годов, многократный победитель и призёр первенств национального значения, участник ряда крупных международных стартов, действующий рекордсмен Белоруссии в беге на 800 метров в помещении. Мастер спорта СССР международного класса. Старший тренер сборной Белоруссии по спортивной ходьбе.

## Биография
Андрей Судник родился 20 августа 1967 года. Выступал за Минск и Белорусскую ССР.
Впервые заявил о себе в лёгкой атлетике на международном уровне в сезоне 1985 года, когда вошёл в состав советской сборной и выступил на юниорском европейском первенстве в Котбусе, где в беге на 800 метров стал пятым.
В 1986 году в той же дисциплине завоевал бронзовую медаль на юниорском мировом первенстве в Афинах.
В 1987 году одержал победу на чемпионате СССР в Брянске, дошёл до четвертьфинала на чемпионате мира в Риме.
В 1988 году победил на зимнем чемпионате СССР в Волгограде, дошёл до стадии полуфиналов на чемпионате Европы в помещении в Будапеште, был лучшим на летнем чемпионате СССР в Киеве.
На чемпионате мира в помещении 1989 года в Будапеште остановился в полуфинале, тогда как на чемпионате СССР в Горьком вновь превзошёл всех соперников и получил золото.
В 1990 году выиграл бег на 1000 метров на зимнем чемпионате СССР в Челябинске, в своей основной дисциплине 800 метров выступил на чемпионате Европы в помещении в Глазго, был пятым на Играх доброй воли в Сиэтле и четвёртым на чемпионате Европы в Сплите. При этом на чемпионате СССР в Киеве в четвёртый раз подряд стал чемпионом страны.
В 1991 году взял бронзу в беге на 1500 метров на зимнем чемпионате СССР в Волгограде, в то время как на дистанции 800 метров дошёл до полуфинала на чемпионате мира в помещении в Севилье, финишировал вторым на Кубке Европы во Франкфурте, победил на чемпионате страны в рамках X летней Спартакиады народов СССР в Киеве — таким образом в пятый раз подряд стал летним чемпионом Советского Союза. На чемпионате мира в Токио показал в финале седьмой результат.
В 1992 году победил в беге на 800 метров на зимнем чемпионате СНГ в Москве.
В 1993 году выиграл бронзовую медаль на чемпионате России в помещении в Москве.
Завершил спортивную карьеру по окончании сезона 1995 года.
Впоследствии проявил себя на тренерском поприще, занимал должность старшего тренера сборной Белоруссии по спортивной ходьбе.